# Zygmunt Murański
Zygmunt Murański (ur. 11 marca 1952 w Czernicy) – polski górnik, działacz PZPR, członek Biura Politycznego KC PZPR (1986–1988).

## Życiorys
Syn Adolfa i Wandy. Ukończył Zasadniczą Szkołę Górniczą w Rydułtowach (1969) oraz Technikum Górnicze dla Pracujących w Rybniku (1976). Od 1969 górnik w Kopalni Węgla Kamiennego Rydułtowy. Od 1986 sztygar oddziałowy w tej kopalni.
Od 1970 członek Związku Socjalistycznej Młodzieży Polskiej, był m.in. przewodniczącym Zarządu Zakładowego ZSMP w Kopalni Węgla Kamiennego Rydułtowy (1976–1978) oraz przewodniczącym Zarządu Miejskiego ZSMP w Wodzisławiu Śląskim (1978–1979). Od 1971 członek Polskiej Zjednoczonej Partii Robotniczej. Jako działacz partyjny był m.in. instruktorem Komitetu Miejskiego PZPR w Wodzisławiu Śląskim (1979–1980), a także zajmował funkcje partyjne w KWK Rydułtowy, gdzie był kolejno I sekretarzem Podstawowej Organizacji Partyjnej PZPR (1981–1984), a także członkiem egzekutywy (1981–1986), a następnie plenum Komitetu Zakładowego. 
Na X Zjeździe PZPR w lipcu 1986 został wybrany w skład Komitetu Centralnego PZPR oraz Biura Politycznego KC PZPR. W latach 1986–1989 był także przewodniczącym Komisji Górnictwa, Surowców i Energii KC PZPR. W grudniu 1988 został (wraz z Józefem Baryłą, Zbigniewem Messnerem, Tadeuszem Porębskim i Zofią Stępień) odwołany ze składu Biura Politycznego KC PZPR. 

## Odznaczenia
- Złoty Krzyż Zasługi
- Srebrny Krzyż Zasługi
- Brązowy Krzyż Zasługi
- Medal 40-lecia Polski Ludowej
- Złote Odznaczenie im. Janka Krasickiego